# 아오호리정
아오호리정(青堀町)은 지바현 기미쓰군에 일찍이 존재했던 정이다. 현재의 훗쓰시 북부에 해당한다.

## 역사
- 1889년 4월 1일 - 정촌제 시행에 의해 스에군 아오호리촌이 성립하였다.
- 1897년 4월 1일 - 스에군이 통합에 의해 기미쓰군이 되었다.
- 1926년 4월 10일 - 정으로 승격해 아오호리정이 되었다.
- 1955년 3월 31일 - 훗쓰정, 이노촌과 합병해, 새로운 훗쓰정이 신설되어, 동일 아오호리정은 폐지되었다.

## 교통

### 철도
- 일본국유철도 (→ 동일본 여객철도)
  - 기사라즈선